# 楊振寧理論物理研究所
楊振寧理論物理研究所（英語：C. N. Yang Institute for Theoretical Physics，簡稱YITP）是位於美國紐約州的一個理論物理研究中心，隸屬於石溪大學。與在日本的京都大學基礎物理學研究所（英語：Yukawa Institute for Theoretical Physics）的簡稱YITP相同。
坐落於數學系的數學塔頂端，為物理系和Simons Center for Geometry and Physics連結的橋樑。因此有許多的物理學家和數學家彼此沉浸於密切的合作。這親密的關係最早可追溯至楊振寧和詹姆斯·西蒙斯。

## 簡介
1965年，校長John S. Toll和物理系主任決定成立一個理論物理為主的研究單位。
1967年，邀請在當時最著名的理論物理學家楊振寧擔任主任同時授予其愛因斯坦物理教授的職位。
2007年，慶祝40周年紀念。

## 貢獻
楊振寧理論物理研究所產生許多著名且重要的物理學家和重大的發現（發明），包括在1976年提出超引力的彼德·馮·努伊淮曾（Peter van Nieuwenhuizen）、Daniel Z. Freedman、Sergio Ferrara。

## 研究領域
- 量子力學
- 核子物理學
- 弦理論
- 數學物理
- 統計力學
- 量子場論

## 歷任主任
- 楊振寧（1967年－1999年）
- Peter van Nieuwenhuizen（1999年－2002年）
- George Sterman（英语：George Sterman）（2002年－）

## 傑出成員
- Gerald E. Brown（英语：Gerald E. Brown），核子物理學、理論太空物理學家
- Michael Creutz（英语：Michael Creutz），lattice gauge theory（英语：lattice gauge theory）專家、計算物理學家
- Michael R. Douglas（英语：Michael R. Douglas），弦理論專家
- Vladimir Korepin（英语：Vladimir Korepin），數學物理學家
- Barry M. McCoy（英语：Barry M. McCoy），統計力學和共形場論專家
- Martin Rocek（英语：Martin Rocek），弦理論專家、數學物理學家
- Warren Siegel（英语：Warren Siegel），弦理論、量子場論專家

## 外部連結
- 楊振寧理論物理研究所 （页面存档备份，存于）

40°54′57″N 73°07′35″W / 40.91579°N 73.12634°W